# Degerrörsbacken
Degerrörsbacken är ett naturreservat i Mörbylånga kommun i Kalmar län.
Området är naturskyddat sedan 1970 och är 4,5 hektar stort. Reservatet består av betesmark med enstaka lövträd.